# استرئوراکیس
استرئوراکیس (نام علمی: Stereorhachis dominans) نام یک گونه از تیره ماردندانان است.